# Mkăk (gmina)
Mkăk – gmina (khum) w północno-zachodniej Kambodży, w środkowej części prowincji Bântéay Méanchey, w dystrykcie Seirei Saôphoăn. Stanowi jedną z 8 gmin dystryktu.

## Miejscowości
Na obszarze gminy położonych jest 7 miejscowości:
- Mkăk
- Kbal Spean
- Ta Ma
- Kouk Lieb
- Chhuk
- Doun Lei
- Baek Chan